# Dmytro Grabovskyy
Dmytro Grabovskyy (ukrainisch Дмитро Грабовський, in slawistischer Transkription: Dmytro Hrabowskyj; auch in der russischen Namensform Дмитрий Грабовский Dmitri Grabowski; * 30. September 1985 in Simferopol, Sowjetunion; † 23. Januar 2017) war ein israelischer, bis zum Jahr 2014 ukrainischer Radrennfahrer.

## Karriere
Dmytro Grabovskyy fiel international zum ersten Mal bei den UCI-Straßen-Weltmeisterschaften 2003 auf, wo er im 21-km-Einzelzeitfahren der Junioren den zweiten Platz belegte. Zwei Jahre später wurde er 2005 in Salzburg ebenfalls im Zeitfahren U23-Europameister. Bei den U23-Weltmeisterschaften im September desselben Jahres in Madrid gewann er als alleiniger Ausreißer den Titel im Straßenrennen und wurde Vizeweltmeister im Zeitfahren.
Darauf unterschrieb er einen Vertrag bei dem UCI ProTeam Quick Step ab dem Jahr 2007 und blieb dort bis zum Ende der Saison 2008. Im Jahr 2009 wechselte er zum italienischen Professional Continental Team ISD-Neri und bestritt den Giro d’Italia 2009, den er als 67. beendete. Bei dem Etappenrennen Tirreno–Adriatico 2010 gewann er die Bergwertung. Anschließend erlitt er einen schweren Sturz und musste die Saison beenden. Er berichtete von schweren Alkoholproblemen in seiner Zeit als Neoprofi, infolge derer er mehrmals fast durch eine Alkoholvergiftung das Leben verloren hätte. Bei ISD-Neri blieb er bis Ende August 2010 und wechselte dann bis zum Ablauf der Saison 2011 zum ukrainischen ISD Continental Team.
Grabovskyy wurde israelischer Staatsbürger und war anschließend vornehmlich bei Rennen des israelischen Radsportkalenders erfolgreich. Er gewann 2013 und 2014 die Gesamtwertung des Apple Race, 2013 das Einzelzeitfahren der Makkabiade und 2014 das Hets Hatsafon.
Er starb am 23. Januar 2017 an einem Herzinfarkt.

## Erfolge
2003

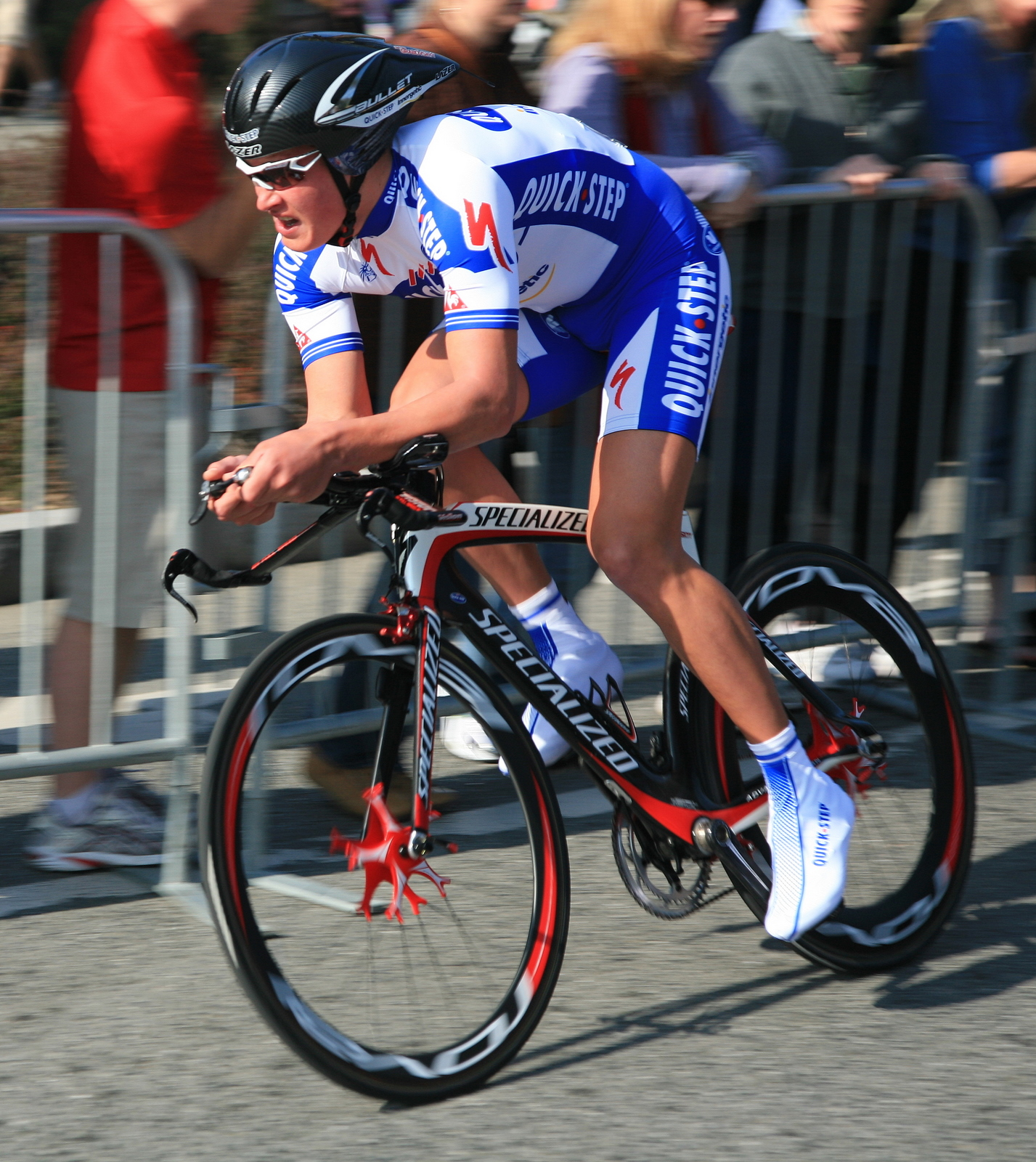
Dmytro Grabovskyy bei der Kalifornien-Rundfahrt 2008

- Weltmeisterschaft – Einzelzeitfahren (Junioren)

2005
- Europameister – Einzelzeitfahren (U23)
- Weltmeister – Straßenrennen (U23)
- Weltmeisterschaft – Einzelzeitfahren (U23)

2006
- Gesamtwertung und eine Etappe Giro delle Regioni
- eine Etappe Giro Ciclistico d’Italia
- Ukrainische Meisterschaft – Einzelzeitfahren (U23)
- Europameister – Einzelzeitfahren (U23)

2007
- Ukrainische Meisterschaft – Einzelzeitfahren

2009
- Ukrainische Meisterschaft – Einzelzeitfahren

2010
- Bergwertung Tirreno–Adriatico